# História derivada
Nos meios de comunicação, história derivada ou obra derivada, também chamada spin-off, é qualquer derivação de algo preexistente (obra narrativa, programa de rádio ou de televisão, videojogo, etc.). A diferença é que, em geral, o spin-off se concentra e explora mais detalhadamente um aspecto específico da obra original (um tema, personagem ou evento) ou nela insere pequenas modificações.
Pode ser chamada de sequência quando existe no mesmo quadro cronológico de tempo que seu trabalho antecessor e, portanto, pode ser canônico. Um dos primeiros casos de obra derivada, na mídia contemporânea, surgiu em 1941, quando o personagem coadjuvante Throckmorton P. Guildersleeve, da antiga comédia de rádio Fibber McGee and Molly, tornou-se o personagem principal de seu próprio programa, intitulado The Great Gildersleeve, que permaneceu no ar entre 1941 e 1957.